# Boni
Boni es un término latino que significa "hombres buenos" en latín y que fue activamente utilizado por varios líderes políticos en la época final de la República Romana.
Este término fue acuñado por primera vez por el tribuno de la plebe Cayo Sempronio Graco para referirse al partido que lideraba dentro del Senado, cayendo en el olvido en el periodo que siguió a su muerte.
Esta palabra volvió a ser utilizada por el Príncipe del Senado y líder conservador Marco Emilio Escauro. Este término se siguió utilizando en el tiempo en el que los optimates estaban liderados por Marco Emilio Escauro, Quinto Cecilio Metelo el Numídico y Quinto Lutacio Cátulo.
En el periodo que transcurrió entre la primera guerra civil, la primera guerra mitridática y la dictadura de Lucio Cornelio Sila Félix no se usó este término y volvió a ser utilizado por la facción liderada por Quinto Lutacio Cátulo, Quinto Hortensio, Marco Porcio Catón el Uticense, Marco Calpurnio Bíbulo, Lucio Domicio Enobarbo y Quinto Cecilio Metelo Escipión Pío Nasica (entre otros), y se volvió a perder a partir de la victoria de Cayo Julio César cuando se sublevó contra la República Romana derrotándola en la Batalla de Farsalia en la persona de su comandante en jefe Cneo Pompeyo Magno que luego fue asesinado en Egipto.
- Datos: Q2881957